# هوغو أرانا
هوغو أرانا (بالإسبانية: Hugo Arana)‏ (23 يوليو 1943 - 11 أكتوبر 2020)، هو ممثل أرجنتيني، ولد وتوفي في العاصمة بوينس آيرس.

## أعمال

### أفلام
- (1985) الحكاية الرسمية

## وصلات خارجية
- هوغو أرانا على موقع IMDb (الإنجليزية)
- هوغو أرانا على موقع ألو سيني (الفرنسية)
- هوغو أرانا على موقع أول موفي (الإنجليزية)
- هوغو أرانا على موقع قاعدة بيانات الأفلام السويدية (السويدية)
- هوغو أرانا على موقع قاعدة بيانات الفيلم (الإنجليزية)
- هوغو أرانا على موقع ليتربوكسد (الإنجليزية)
- هوغو أرانا على موقع كينوبويسك (الروسية)